# 埃特沃
埃特沃（法語：Étevaux，法語發音：[etvo]）是法国科多尔省的一个市镇，位于该省东部，属于第戎区。

## 地理
埃特沃（47°19'20"N, 5°19'3"E）面积8.67 平方千米，位于法国勃艮第-弗朗什-孔泰大區科多尔省，该省份为法国中东部省份，北起奥布省，西接涅夫勒省和约讷省，南至索恩-卢瓦尔省，东南接汝拉省，东临上索恩省，东北部与上马恩省接壤。
与埃特沃接壤的市镇（或旧市镇、城区）包括：特罗谢尔、锡雷莱蓬塔耶、圣莱热-特里耶、班日、马朗德伊。

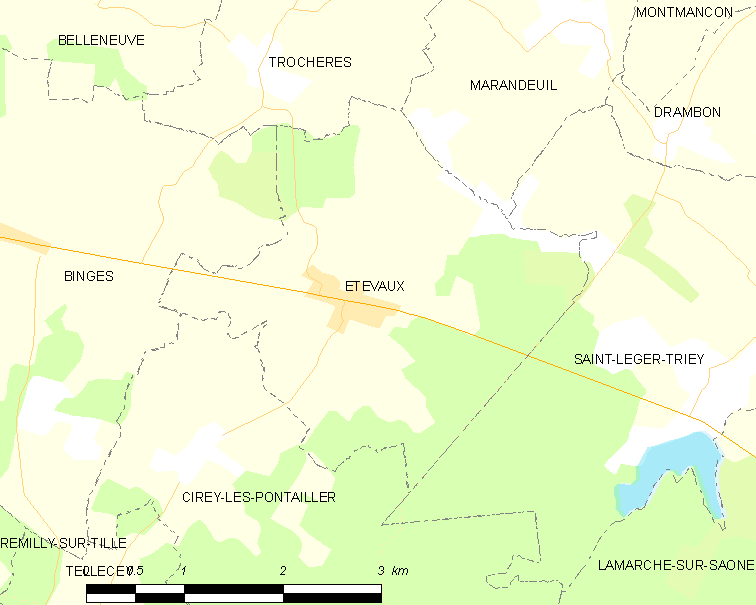
埃特沃的OSM定位图

埃特沃的时区为UTC+01:00、UTC+02:00（夏令时）。

## 行政
埃特沃的邮政编码为21270，INSEE市镇编码为21256。

## 政治
埃特沃所属的省级选区为欧克索讷县。

## 人口

1962-2008年间埃特沃人口变化图示

埃特沃于2022年1月1日时的人口数量为316人。